# Katarzyna Cygan
Katarzyna Cygan (ur. 8 października 1962) – polska aktorka, śpiewaczka-solistka oraz reżyser.
Kształciła się w kierunku musicalowym, w Studio Wokalno-Aktorskim im Danuty Baduszkowej Teatru Muzycznego w Gdyni, w klasie wokalu Krystyny Prońko, potem prof. Niny Karczewskiej, w klasie aktorskiej Henryka Bisty.
W latach 1981–93 występowała w Teatrze Muzycznym w Gdyni, w latach 1993-94 w Operetce Warszawskiej.

## Teatr
Jako reżyser, scenarzysta i aktorka:
- 1998: Nie płacz kiedy odjadę w Teatrze Muzycznym w Gdyni
- 1999: Pod papugami
- 2012: Klenczon – Poemat Rockowy – grany w wielu miastach Polski
- 2014: Szpilki – Piosenki Mojego Taty – grany w wielu miastach Polski

Asystowała w reżyserii:
- Ja Kocham Rózię – reż. Jerzy Gruza w Teatrze Muzycznym w Gdyni
- Les Miserables  – reż. Jerzy Gruza w Teatrze Muzycznym w Gdyni – prapremiera polska

Jako aktorka Teatru Muzycznego w Gdyni:
- Eponina – w Les Miserables, reż. J. Gruza
- Polly – w Operze z trzy grosze, reż. J. Gruza
- Córka – w Skrzypku na dachu, reż. J. Gruza
- Pikantyna, Herbaciarka – w Kabarecie Starszych Panów, reż. J. Gruza
- Miśka – w Czarnej Dziurze, reż  J. Gruza
- Rózia – w Ja kocham Rózię, reż. J Gruza
- Królewna Depka – w Kabaret literacki Afanasjewa, reż. J. Afanasjew.

Jako aktorka Teatru Muzycznego Roma w Warszawie:
- Ania – w „Ani z Zielonego Wzgórza” reż. J. Szurmiej
- Halinka – w „Sztukmistrzu z Lublina” reż. J. szurmiej

Wystąpiła też w dwóch kabaretach w Krakowskiej Jamie Michalika:
- Bardzo zielony balonik, reż. Włodzimierz Jasiński
- Pteromania, reż. Włodzimierz Jasiński

Ponadto wzięła udział w Międzynarodowym Tourné: Europejska Trasa Musicalowa „A. L.Werbber – Musical Gala” w reż. Dahrylla Robinsona w latach 2001-2002.

## Krakowski Teatr Muzy
W 2016 założyła krakowski Teatr Muzy, którego jest szefem. Współpracuje tam z takimi artystami jak: Marek Piekarczyk, Basia Janyga, Kinga Kutrzuba i Jacek Korohoda. Tego roku nagrała z nimi także teledysk do utworu Ulotność, który promował Wielki Charytatywny Koncert "Kołysanka dla..."  z okazji 10-lecia istnienia Małopolskiego Hospicjum dla Dzieci w Krakowie.

## Pstryk&Flow – Działalność internetowa
Od marca 2018 w serwisie YouTube prowadzi autorski program internetowy o nazwie Pstryk & Flow, w którym udziela rad psychologicznych, dotyczących np. wyjścia z kryzysu.

## Filmografia
- 1984: Pan na Żuławach jako córka prominenta
- 1986: Pierścień i róża – film fabularny jako Księżniczka Angelika[7]
- 1986: Pierścień i róża – serial telewizyjny jako Księżniczka Angelika[7]